# Gabriela Barros Tapia
Gabriela Barros Tapia (Viña del Mar, 28 novembre 1980) è una modella, conduttrice televisiva e attrice cilena, eletta Miss Cile nel 2004.

## Biografia
Gabriela iniziò giovanissima la sua carriera nel mondo della moda a soli sedici anni sfilando per diversi stilisti cileni più o meno conosciuti. A diciotto anni poi si trasferì dalla sua città natale a Santiago dove riuscì a conciliare gli studi all'università e il lavoro di modella in alcune pubblicità e sfilate.

## Televisione

### Conduttrice
- Sabato Italiano con Pippo Baudo, Julia Smith, Rosalia Misseri e Sabrina Messina - (Rai 1, 2004)
- Distraction con Teo Mammucari - (Italia 1, 2006)

### Attrice
- Capri regia di Francesca Marra e Enrico Oldoini - serie TV (Rai 1, 2007)
- Capri 2 regia di Andrea Barzini e Giorgio Molteni - serie TV (Rai 1, 2008)
- Caccia al re - La Narcotici (Rai 1, 2011)